# Insomniac (album)
|  | Denne artikel omhandler Green Day-albummet. For anden brug af ordet, se Insomniac. |
Insomniac er det fjerde studiealbum fra den amerikanske rock-trio Green Day. Det blev udgivet den 10. oktober 1995, og har solgt omkring 7 million eksemplarer, hvilket gør det til det tredje mest sælgende Green Day-album.[kilde mangler]
I 1995 blev singlen J.A.R. udgivet fra filmen Angus. Sangen endte direkte på nummer 1 på Billboard Modern Rock Tracks.[kilde mangler] Sangen er skrevet af bassisten Mike Dirnt til ære for hans ven Jason, der døde i 1995. 
Før pladen blev navngivet Insomniac, overvejede bandet at udgive den under navnet Tight Wad Hill. Navnet Insomniac kom fra collage-kunstneren Winston Smith, som designede coveret til pladen. Billie Joe Armstrong spurgte ham, hvordan det var muligt at male så mange malerier på så lidt tid. Smith svarede tilbage: "Det er nemt for mig. Jeg er en "insomniac"."

## Trackliste
Al lyrik skrevet af Billie Joe Armstrong med undtagelse ved noteret, al musik komponeret af Green Day, med undtagelse ved noteret.
| Nr.           | Titel                                                   | Længde |
| ------------- | ------------------------------------------------------- | ------ |
| 1.            | "Armatage Shanks"                                       | 2:17   |
| 2.            | "Brat"                                                  | 1:43   |
| 3.            | "Stuck with Me"                                         | 2:16   |
| 4.            | "Geek Stink Breath"                                     | 2:15   |
| 5.            | "No Pride"                                              | 2:19   |
| 6.            | "Bab's Uvula Who?"                                      | 2:08   |
| 7.            | "86"                                                    | 2:47   |
| 8.            | "Panic Song" (lyrik skrevet af Mike Dirnt og Armstrong) | 3:35   |
| 9.            | "Stuart and the Ave."                                   | 2:03   |
| 10.           | "Brain Stew"                                            | 3:13   |
| 11.           | "Jaded"                                                 | 1:30   |
| 12.           | "Westbound Sign"                                        | 2:12   |
| 13.           | "Tight Wad Hill"                                        | 2:01   |
| 14.           | "Walking Contradiction"                                 | 2:31   |
| Total længde: | Total længde:                                           | 32:49  |

| 15.           | "I Wanna Be on T.V." (skrevet af Sam McBride og Tom Flynn; originalt spillet af Fang) | 1:17  |
| Total længde: | Total længde:                                                                         | 34:06 |